# Chemin de fer de Ponferrada à Villablino
Le chemin de fer de Ponferrada à Villablino est une ligne ferroviaire espagnole à écartement métrique longue de 62 kilomètres.

## Histoire
Elle fut construite en 1918-1919, et depuis exploitée par la société Minero Siderúrgica de Ponferrada (MSP).
Elle relie la ville de Ponferrada à celle de Villablino, situées dans la province de León dans le nord-ouest de l'Espagne.
La ligne fut prolongée au-delà de Villablino par deux antennes, à l'est de 7 km vers Villaseca de Laciana en 1919, et à l'ouest de 8 km vers Caboalles de Arriba en 1921.
La ligne fut créée pour acheminer le charbon extrait des mines de la région de Villablino, jusqu'à Ponferrada où passe la voie ferrée principale de la compagnie des chemins de fer du Nord (de l'Espagne).
Les gares établies sur la ligne, furent également desservies par des trains de voyageurs jusqu'en 1980, année où ce trafic fut fermé.
| Nom                   | Point kilométrique             | Type  |
| --------------------- | ------------------------------ | ----- |
| Ponferrada            | km 0                           | Gare  |
| Columbrianos          | km 4                           | Halte |
| San Andrés            | km 6                           | Gare  |
| Cubillos del Sil      | km 14                          | Gare  |
| Congosto              | Gare défunte en 1960           | Gare  |
| Pradilla              | km 17 (en service depuis 1960) | Halte |
| Santa Marina del Sil  | km 21                          | Halte |
| Toreno                | km 25                          | Gare  |
| Matarrosa del Sil     | km 33                          | Gare  |
| Santa Cruz del Sil    | km 36                          | Halte |
| Páramo del Sil        | km 39                          | Gare  |
| Corbón del Sil        | km 41                          | Halte |
| Palacios del Sil      | km 51                          | Gare  |
| Cuevas del Sil        | km 55                          | Gare  |
| Villarino del Sil     | km 58                          | Halte |
| Rabanal               | Halte disparu en 1968          | Halte |
| San Miguel - Villager |                                | Halte |
| Villablino            | km 64                          | Gare  |

Localités desservies par la ligne (tracé d’origine de 62 km). Le kilométrage rapport (64 km) est le résultat de variations construites dans les années 1960 par la construction de barrages sur la rivière Sil.

## Locomotives à vapeur
Pour l’exploitation de sa ligne, le chemin de fer Ponferrada-Villablino commanda dans un premier temps une série de 10 locomotives tenders du type 131 T à la firme Baldwin, qui fut livrée en 1919-1920 et numérotée de 1 à 10.
Par la suite, d'autres locomotives furent acquises d'occasion, dont six machines 132 T Engerth de construction allemande, provenant des chemins de fer basques pour les N° 11, 12, 17, 18, 19, et d'une société minière pour la N° 31.
Des discontinuités de numérotation apparaissent sur quelques machines du parc vapeur de la MSP, ainsi le N°21 fut attribué à une 130 T Borsig de 1902, le N°22 à une 020 T Freudenstein de 1908, les N°182 et 183 à deux 041 T Krauss de 1903 et 1904, et une 130 T Hanomag de 1913 porta le N°3.
En 1950 et 1956 la MSP fit construire quatre Engerth supplémentaires reproduisant les modèles allemands, par la firme espagnole Macosa, et qui furent numérotées 13, 14, 15 et 16.
Enfin, en 1969 deux dernières locomotives à vapeur provenant de la centrale thermique Endesa de Cubillos, furent intégrées au parc des locomotives de la MSP. Il s’agissait de machines de type 130 à tender séparé, construites en 1950 par Tubize en Belgique. Elles furent numérotées 41 et 42 et assurèrent uniquement la desserte de l’embranchement de la centrale thermique de Cubillos.
Au début des années 1980, le chemin de fer de Ponferrada à Villablino était un des derniers réseaux d'Europe occidentale à encore utiliser des locomotives à vapeur en service régulier, et les dernières machines furent retirées du service en 1989.
Plusieurs locomotives ont été préservées et sont aujourd'hui exposées au musée du chemin de fer de la MSP, aménagé dans le bâtiment voyageur de l'ancienne gare de Ponferrada.

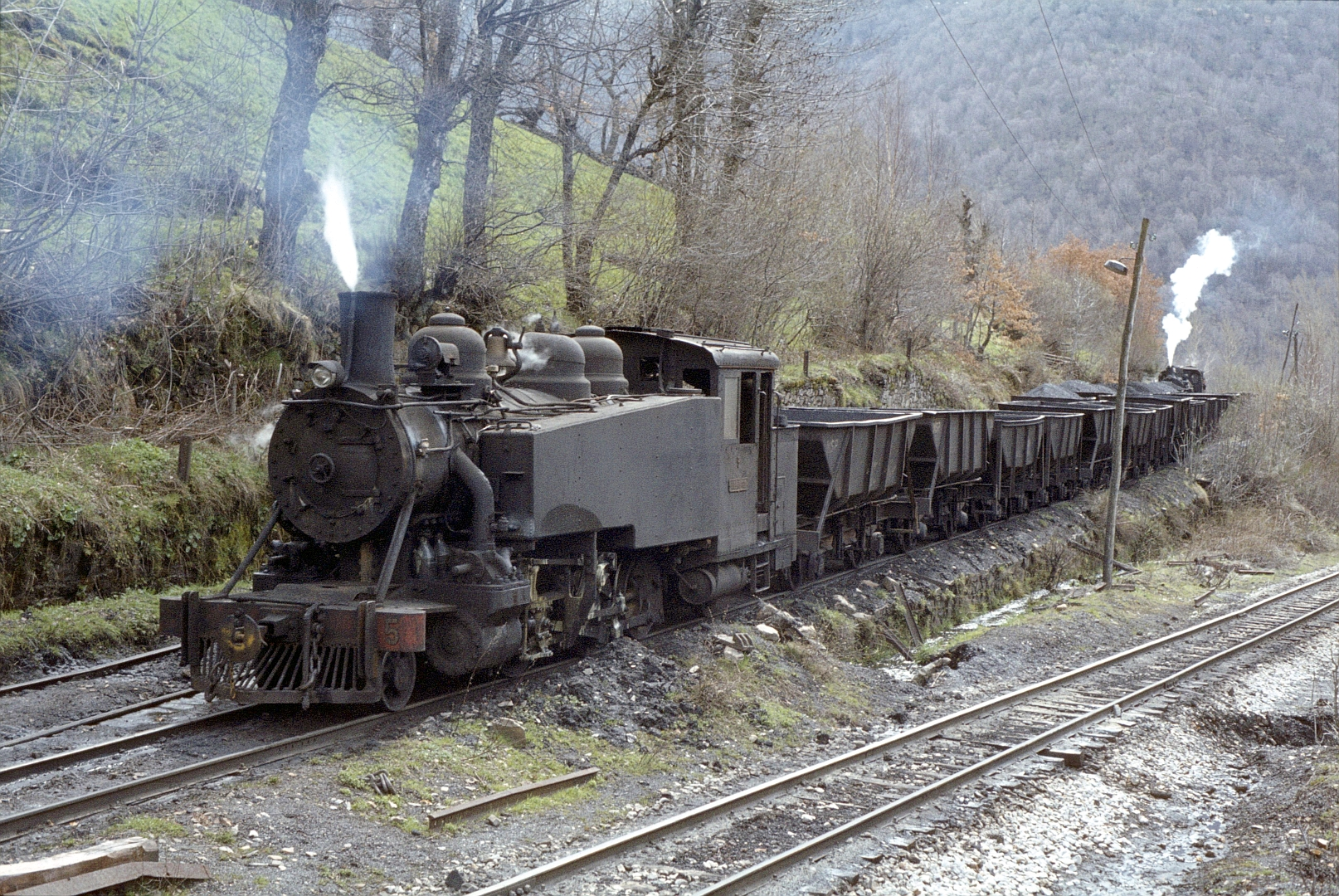
La 131 T Baldwin no 5 manœuvre des wagons à la zone de chargement de Caboalles, au mois d'avril 1983.
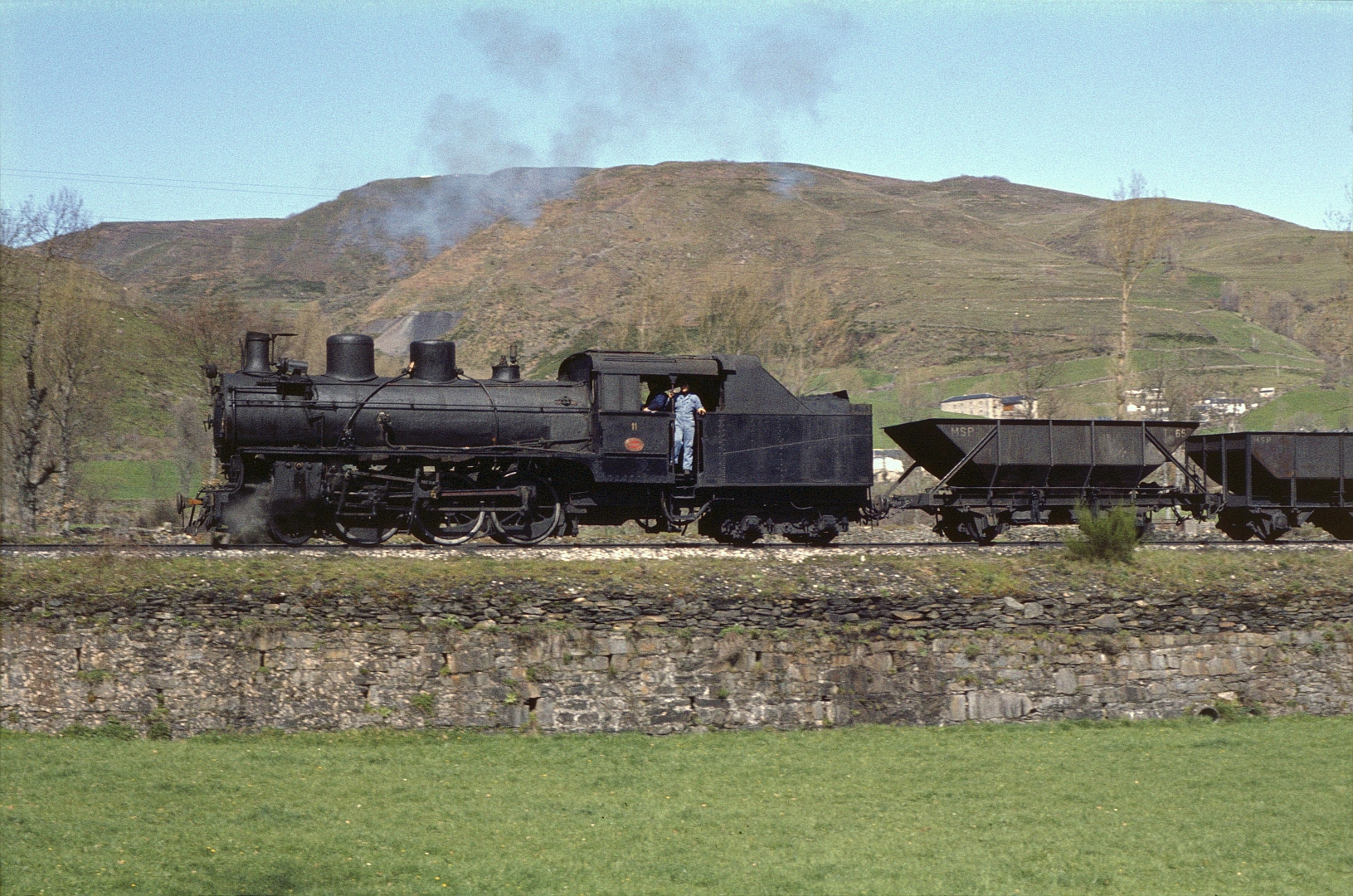
La 132 T Engerth no 11 vient de quitter Villablino avec un train pour Caboalles, au mois d'avril 1983.
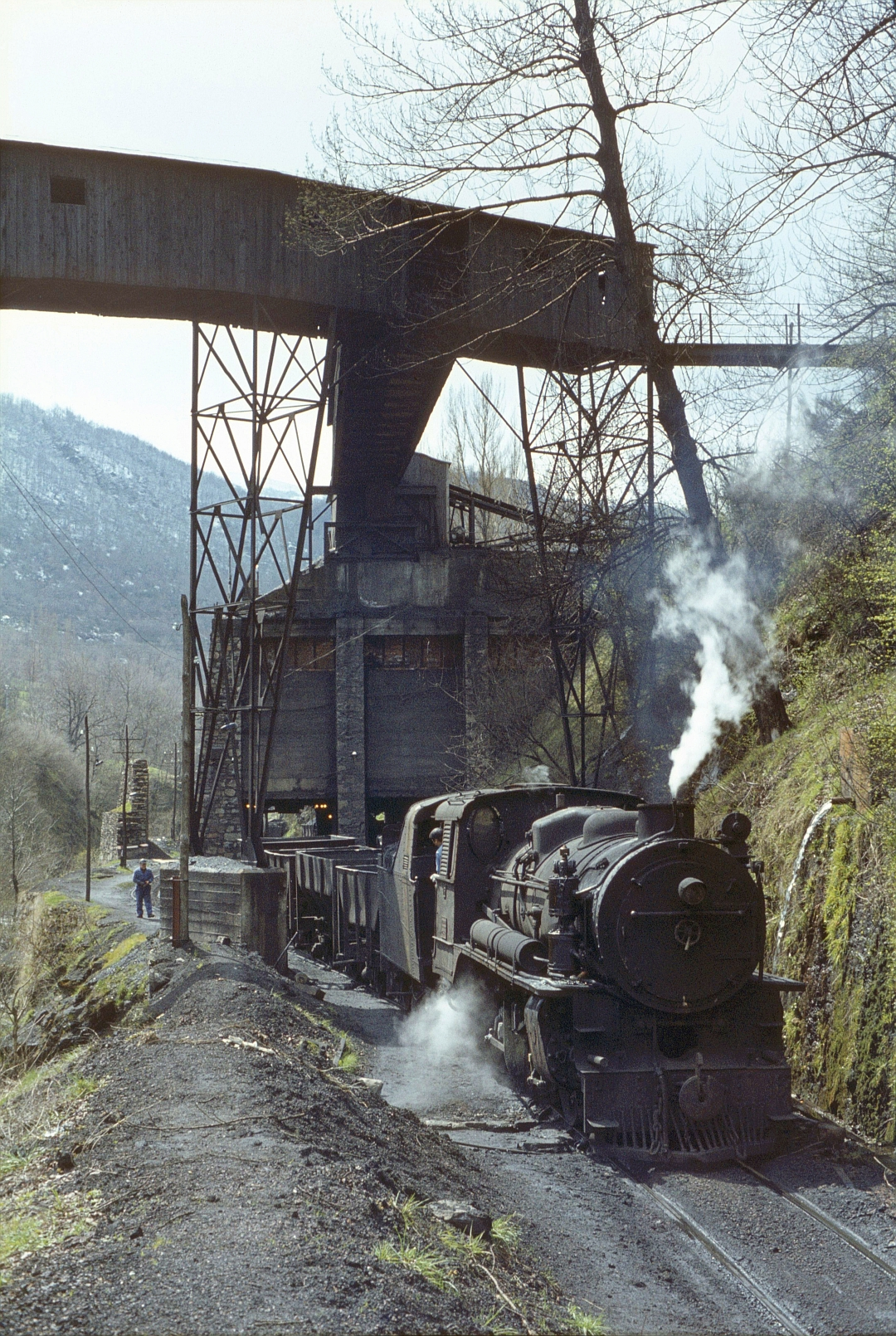
La 132 T Engerth no 16 manœuvre des wagons à la zone de chargement de Villaseca, au mois d'avril 1983.

## Situation actuelle
Après la fermeture en 1996 des 11 km de ligne entre Ponferrada et Cubillos del Sil, les installations de Ponferrada furent démolies, et de nouveaux ateliers de maintenance pour les locomotives Diesel furent aménagés en gare de Villablino, dont le plan des voies fut également simplifié.
L'antenne de Villablino à Caboalles fut fermée en 1998 puis déferrée, celle de Villaseca est actuellement abandonnée.
Aujourd'hui l'acheminement du charbon se fait par trains complets sur les 50 km de ligne reliant Villablino à Cubillos del Sil, et est exclusivement destiné à l'alimentation de la centrale thermique de Cubillos.
Le parc moteur est constitué de huit locomotives Diesel, dont quatre machines type Bo'Bo' construites par Macosa sous licence General Motors, acquises neuves en 1981 et numérotées 1001 à 1004; complété par quatre autres locomotives Diesel type Co'Co' construites par Alco en 1965-1967, acquises d'occasion en 1997 et numérotées 1005 à 1008.
Le matériel remorqué est essentiellement constitué de wagons trémies à bogies de grande capacité.
Depuis octobre 2012, en raison de la crise du charbon espagnol, aucune station de trafic. La compagnie minière concessionnaire de la ligne est sous séquestre.

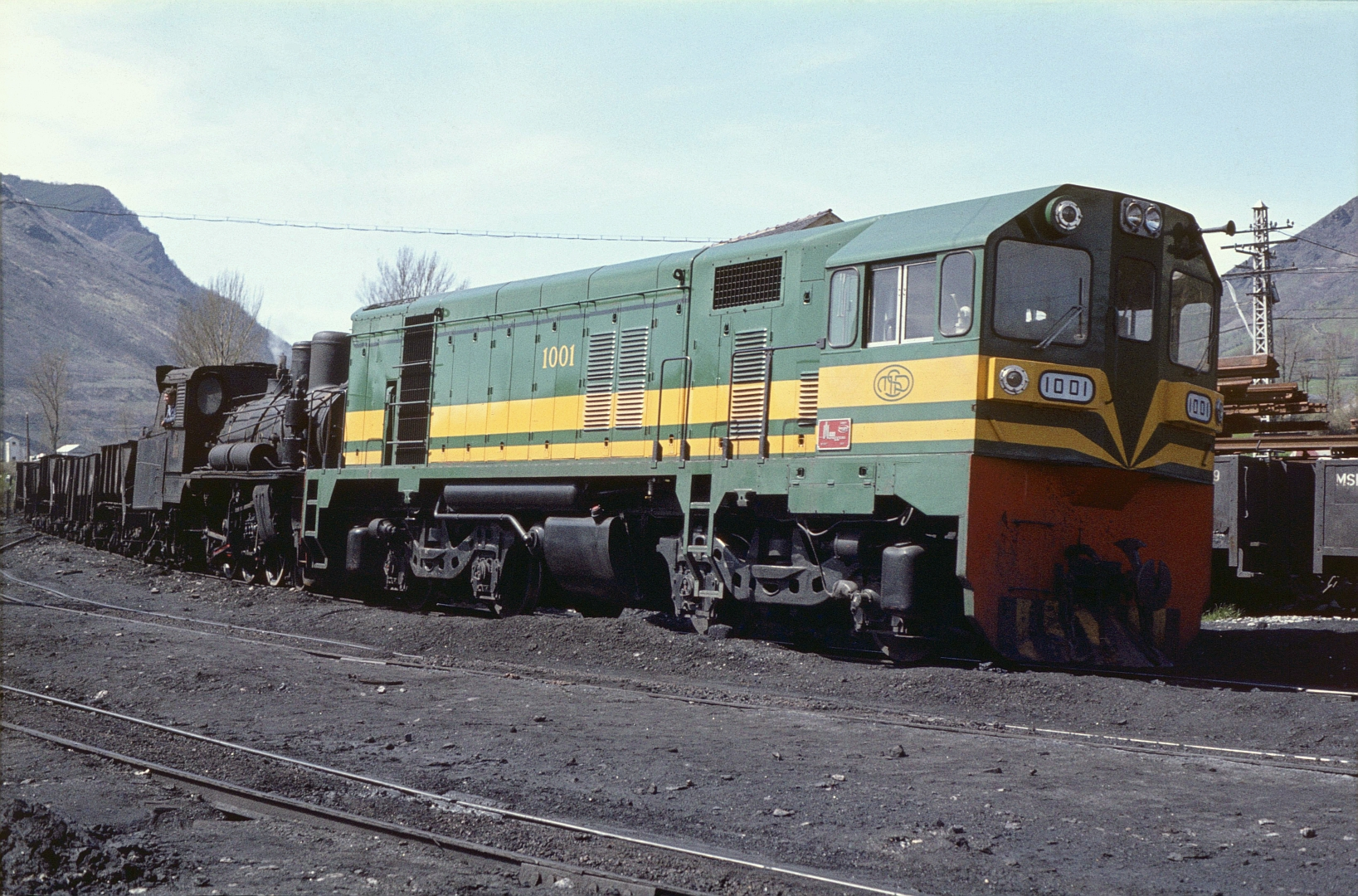
La Macosa–General Motors no 1001 à Villablino peu après sa mise en service.